# Kîbînți, Mirhorod
Kîbînți (în ucraineană Кибинці) este localitatea de reședință a comunei Kîbînți din raionul Mirhorod, regiunea Poltava, Ucraina. În secolul al XIX-lea, satul făcea parte din volostul Kîbînți, uezdul Mirhorod.

## Demografie
Componența lingvistică a localității Kîbînți
     Ucraineană (97,75%)
     Rusă (1,95%)
Conform recensământului din 2001, majoritatea populației localității Kîbînți era vorbitoare de ucraineană (97,75%), existând în minoritate și vorbitori de rusă (1,95%).